# Ян Шеррер
Ян Шеррер (11 липня 1994 , Вільдгаусd ) — швейцарський сноубордист, спеціаліст із хафпайпу й слоупстайлу, олімпійський медаліст.

## Олімпійські ігри
| Рік  | Місто                     | Хафпайп | Слоупстайл |
| ---- | ------------------------- | ------- | ---------- |
| 2014 | Сочі, Росія               | 18      | 19         |
| 2018 | Пхьончхан, Південна Корея | 9       | —          |
| 2022 | Пекін, Китай              | 3       | —          |

## Чемпіонат світу
| Рік  | Місто                  | Хафпайп |
| ---- | ---------------------- | ------- |
| 2011 | Ла Моліна, Іспанія     | 35      |
| 2015 | Крайшберг, Австрія     | 10      |
| 2017 | Сьєрра-Невада, Іспанія | 10      |
| 2019 | Юта, США               | 9       |
| 2021 | Аспен, США             | 3       |

## Зовнішні посилання
- Ян Шеррер [Архівовано 11 лютого 2022 у Wayback Machine.] нас сайті FIS